# 고르냐라드고나

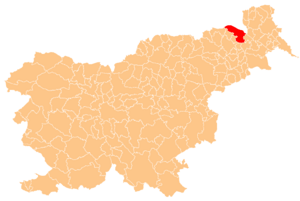
고르냐라드고나의 위치

고르냐라드고나(슬로베니아어: Gornja Radgona, 독일어: Oberradkersburg 오버라트커스부르크[*], 헝가리어: Felsőregede 펠쇠레게데[*])는 슬로베니아의 도시로 면적은 74.6km2, 높이는 265m, 인구는 8,701명(2002년 기준), 인구 밀도는 116.6명/km2이다. 무어강과 접하며 북쪽으로는 오스트리아와 국경을 접한다. 강 반대편에는 오스트리아 바트라트커스부르크가 위치한다.